# Ana Galvañ
Ana Galvañ (Murcia, 1975) es una ilustradora y dibujante de cómic española.

## Biografía
Se licenció en Bellas Artes por la Universidad Politécnica de Valencia, especializándose en creatividad y dirección de arte.
En el área de la ilustración ha trabajado, entre otros, para El País, Público, The New Yorker, The New York Times y The Appeal. Ha realizado carteles para Matadero Madrid y festivales musicales y de cómic, como TruenoRayo Fest, GRAF o el Salón del Cómic de Barcelona.
Sus cómics han sido publicados por diversas editoriales nacionales e internacionales: Fantagraphics, Nobrow Press, Ultrarradio, Vertigo (DC Comics), Off Life, Autsaider cómics, Apa-Apa y Fosfatina. De entre su obra cabe destacar los álbumes Pulse Enter para continuar y Tarde en McBurgers.
Entre 2017 y 2019 comisarió el ciclo expositivo La ciudad en viñetas en CentroCentro Cibeles (Madrid).
Además, coordina el proyecto de cómics online Tris Tras, con el propósito de dar apoyo y visibilidad a autores emergentes nacionales y de habla hispana.
Con relación al estilo, su trabajo se ve influenciado por el diseño gráfico y lo geométrico, siendo sus referentes la Bauhaus, el constructivismo ruso y las vanguardias de principios de siglo XX así como el cómic independiente contemporáneo. En cuanto a la técnica utilizada, es digital, usando el programa Clip Studio Paint.

## Premios y distinciones
- 2010: Premio Especial del Jurado en el III Certamen Creacómic[7]
- 2016: Premio Gràffica[8]
- 2019: nominada al premio a la Mejor obra de autor español publicada en España en 2018 del Salón del Cómic de Barcelona[9]
- 2020: nominada como Artista Destacada en los Premios Ignatz 2020[10]
- 2021: Premi Sa Il·lustríssima 2020 de Núvol[11]
- 2022: Premio Alfonso Décimo en la categoría de Ilustración y Cómic.

## Obra
- 2012: Podría ser peor (Ultrarradio)
- 2013: Alguien dijo... 100% real (Ultrarradio)
- 2014: Trabajo de Clase (Apa-Apa)
- 2015: Más allá del Arco Iris (autoeditado)
- 2016: Luz verdadera (Fosfatina)
- 2017: Viaje a Pernambuco (Carne de Potro)
- 2018: Pulse Enter para continuar (Apa-Apa)
- 2020: Tarde en Mcburger's (Apa-Apa)